# Zhongxing, Heilongjiang
Zhongxing (kinesiska: 中兴, 中兴乡) är en socken i Kina. Den ligger i provinsen Heilongjiang, i den nordöstra delen av landet, omkring 340 kilometer nordväst om provinshuvudstaden Harbin. Antalet invånare är 35 706. Befolkningen består av 17 326 kvinnor och 18 380 män. Barn under 15 år utgör 14,0 %, vuxna 15-64 år 78 %, och äldre över 65 år 6,0 %.
Runt Zhongxing är det ganska tätbefolkat, med 93 invånare per kvadratkilometer. Närmaste större samhälle är Qikeshu, 19,6 km söder om Zhongxing. Trakten runt Zhongxing består till största delen av jordbruksmark.
Genomsnittlig årsnederbörd är 773 millimeter. Den regnigaste månaden är juli, med i genomsnitt 282 mm nederbörd, och den torraste är januari, med 7 mm nederbörd.